# Occupazione militare
Per occupazione militare si intende, nel lessico militare e diritto internazionale, la presenza di forze armate straniere all'interno del territorio di uno Stato, che in tutto o in parte perde così l'esercizio della sovranità su di esso.

## Definizione
Esempi di occupazione militare, nella storia, soprattutto del tipo cruento, sono innumerevoli. La definizione dell'evento come giuridicamente rilevante, da parte del diritto internazionale, discende dall'articolo 42 della Laws and Customs of War on Land (Quarta Convenzione dell'Aja del 18 ottobre 1907), per il quale è considerato territorio occupato un terreno che è effettivamente posto sotto l'autorità di un esercito ostile; perciò l'occupazione si estende solo al territorio in cui tale autorità è stata stabilita e può essere esercitata. L'occupazione militare si distingue dall'annessione per la sua natura temporanea e provvisoria (vale a dire senza richiesta di sovranità permanente), per la sua natura militare e dal fatto che i diritti di cittadinanza del potere di controllo non vengono conferiti alla popolazione soggiogata.
Il secondo passo del ius in bello, in materiale, derivò dal patto Briand-Kellogg del 1928: esso ha stabilito che la minaccia e l'utilizzo di forze militari contravvengano il diritto internazionale, e allo stesso modo che le acquisizioni territoriali che ne risultano siano illegali. Sebbene quel patto non sia stato universalmente sottoscritto, e sia stato in verità infranto anche dai suoi firmatari, a esso si richiamarono vari Stati occupati nel corso della seconda guerra mondiale per rivendicare la restituzione della loro sovranità al termine dell'occupazione.
Infine, la Carta delle Nazioni Unite redatta a San Francisco nel 1945, alla quale aderiscono quasi tutte le nazioni, nel contemplare il divieto di uso della forza ha consacrato il conseguente obbligo della comunità internazionale di non riconoscere il frutto dell'illecito, cioè la permanenza dell'occupazione conseguente alla violazione dell'obbligo di dirimere pacificamente le controversie internazionali.

### Esiti
Le occupazioni hanno talora comportato l'incorporazione del territorio occupato in quello dello Stato occupante - come nel caso del Tibet occupato militarmente dalla Cina nel 1959 - ovvero, più frequentemente, un ripristino solo parziale della sovranità dello Stato occupato in favore di un potere d'ingerenza da parte dello Stato - o della coalizione di Stati - occupante. È il caso degli effetti dell'occupazione, durante e dopo la seconda guerra mondiale, di gran parte dei paesi dell'Europa orientale: Estonia, Lettonia, Lituania (che persero la sovranità nazionale) Carelia (che fu sottratta dalla Finlandia a favore di altro Stato) e tutti gli altri paesi del Patto di Varsavia (che recuperarono la sovranità a condizione di aderire al Patto e di ospitare sul loro territorio ingenti contingenti militari dell'Unione Sovietica).
In taluni casi - come quelli dell'Italia, della Germania e del Giappone durante e dopo la seconda guerra mondiale - l'occupazione militare straniera produce l'effetto indiretto della scomparsa di un regime totalitario o autoritario e la conseguente liberazione di tutte le forze politiche e culturali, fino ad allora represse, aventi un carattere liberale e/o democratico, innescando un rapido processo, appunto, d'instaurazione o ripristino di un regime liberal-democratico. Anche in quest'ultimo caso, però, il ripristino della sovranità dello Stato già occupato è molto raramente pieno e completo, riservandosi quasi sempre lo Stato o coalizione già occupante di imporre specifiche misure atte a impedire il ripresentarsi delle condizioni che avevano determinato la guerra e, quindi, l'occupazione.

## Le motivazioni
Tale presenza può essere scaturita da un'invasione cruenta del territorio causata dal prevalere delle forze occupanti su quelle dello Stato occupato, con le quali si trova in guerra, oppure - più raramente - dalla richiesta fatta dallo Stato medesimo, dichiaratosi più o meno temporaneamente impossibilitato a mantenere al proprio interno la pace civile. 
In quest'ultimo caso, però, si tende a parlare più precisamente di consenso dell'avente diritto o, nel caso di operazioni disposte dal Consiglio di sicurezza delle Nazioni Unite, di misure per il mantenimento della pace o peacekeeping.

## Esempi storici
Esempi storici di territori occupati sono:
- l'Estonia, la Lettonia e la Lituania da parte dell'Unione Sovietica dal 1940 al 1941 e dal 1944 alla proclamazione dell'indipendenza nei primi anni 1990;
- l'Estonia, la Lettonia e la Lituania da parte della Germania nazista dal 1941 al 1944;
- l'Italia, con parti variabili del territorio nazionale, da parte degli Stati Uniti dal 1943 al 1945[7];
- la Germania e il Giappone da parte degli Alleati dopo la seconda guerra mondiale;
- la Cambogia dal Vietnam, dal 1979 fino al 1989 a seguito dell'abbattimento vietnamita del regime dei Khmer Rossi;
- l'Iraq dopo l'invasione del 2003 da parte degli Stati Uniti e forze alleate una volta rimosso il governo di Saddam Hussein dal potere.

## Esempi contemporanei
Esempi attuali di territori occupati sono:
- In seguito al conflitto arabo-israeliano: la Cisgiordania, le alture del Golan (Siria) e le fattorie di Sheb'a (Libano). Queste ultime confinano con le alture del Golan e i confini esatti con esse non sono stati ancora delimitati. Tutti i tre territori sono stati occupati da Israele dopo l'attacco subìto nel 1967 e le fattorie di Sheb'a sono rimaste sotto controllo israeliano anche dopo il ritiro dal Libano nel 2000;
- La porzione meridionale delle isole Curili occupate dall'Unione Sovietica dopo la resa del Giappone che le rivendica. L'Unione Sovietica vi ha installato basi navali (come già in precedenza aveva fatto il Giappone, da qui è partito l'attacco a Pearl Harbor);[servono fonti che la definiscano occupazione militare]
- L'autoproclamata repubblica di Cipro del Nord (1/3 dell'isola circa) e l'Armenia storica (occupata dalla Turchia contro il trattato di Sèvres), la parte del Nagorno Karabakh ancora occupata dall'Azerbaigian (che storicamente è sempre stata a maggioranza armena). Inoltre Armenia e Azerbaigian durante la prima guerra del Nagorno Karabakh hanno occupato le rispettive enclavi;
- Le autoproclamate repubbliche filo russe e i territori annessi dalla Russia: Transnistria (Moldavia), Abcasia e Ossezia del Sud (Georgia), Crimea, Donbass, Cherson e Zaporižžja (Ucraina);
- la città di Olivenza assegnata dal Congresso di Vienna (1815) al Portogallo e tenuta dalla Spagna;
- casi simili sono poi indicati dall'ONU nella lista dei territori non autonomi.

### I territori palestinesi
Nel luglio 2004 la Corte internazionale di giustizia ha definito occupati da Israele i territori palestinesi invasi (compresa Gerusalemme Est) durante la guerra dei sei giorni del 1967. Tuttavia, nella sua opinione separata al parere così espresso, il giudice Higgins riconobbe natura di conflitto armato - tutelato dal diritto umanitario ma suscettibile di legittima difesa - agli atti di violenza che vengono compiuti a partire da essi o contro di essi.
Nel febbraio 2011 le Nazioni Unite promossero una risoluzione di condanna degli insediamenti israeliani appoggiata da 122 Stati. Il 17 febbraio il presidente Barack Obama telefonò al presidente dell'Autorità Nazionale Palestinese (ANP) Mahmoud Abbas per esortarlo a bloccare tale risoluzione. I territori palestinesi occupati o contesi oggi sono Gerusalemme Est e parte della Cisgiordania. 
La striscia di Gaza è stata evacuata dai coloni israeliani, in parte anche con la forza nel 2005, ma i Paesi confinanti (Egitto a sud e Israele a nord ed est) attuano un controllo totale sull'attraversamento delle relative frontiere e sulle acque di mare antistanti. Il controllo dei beni in entrata è volto a evitare l'ingresso di armi; era altresì controllato cemento e ferro per evitare la costruzione di tunnel da parte di Hamas.